# Trinidad (spanskt fartyg)
Trinidad var ett spanskt expeditionsfartyg som användes under den första världsomseglingen åren 1519 till 1522. "Trinidad" förliste efter att ha blivit tillfångataget på hemvägen 1522.

## Fartyget
"Trinidad" var ett tremastad segelfartyg av skeppstypen karack
 i klassen Nao. Skeppet var cirka 23 meter  lång och hade ett tonnage på cirka 110 ton och kostade 270 000 maravedis. Ytskiktet var som på de övriga fartygen helt täckt med tjära. Besättningen var på cirka 55 man.

## Världsomseglingen
Den 10 augusti 1519 lämnade en expedition om 5 fartyg (döpt till Armada de las Moluccas) under befäl av Fernão de Magalhães hamnen i Sevilla. Förutom "Trinidad" under befäl av kapten Ferdinand Magellan ingick även
- San Antonio
- Concepción,
- Victoria
- Santiago

i konvojen där "Trinidad" var expeditionens flaggskepp.
Ombord på fartyget fanns även bl.a. Magellans betjänt Enrique de Malaca, kartografen Esteban Gómez, krönikören Antonio Pigafetta, Gines de Mafra och Gonzalo Gómez de Espinosa.
Expeditionen passerade "Estrecho de Todos los Santos" (dagens Magellans sund) och nådde Stilla havet den 28 november 1520 och fortsatte följa kusten. Den 7 april 1521 anlände fartygen till ön Cebu, under stridigheter vid Mactanön dödades Magellan den 27 april. Juan Sebastián de Elcano övertog befälet på Victoria och Gonzalo Gómez de Espinosa på Trinidad och man fortsatte att söka efter Kryddöarna.
Slutligen lokaliserades Kryddöarna och fartygen anlände till Tidore den 8 november. Inför hemfärden hade "Trinidad" börjat ta in vatten och man beslöt att fartyget skulle repareras medan "Victoria" skulle avsegla i förväg. Först den 6 april 1522 kunde Trinidad lämna ön med kurs mot Nya Spanien, efter lite irrfärder kring Palau och Marianerna minskade provianten och man beslöt att återvända till Tidore bland Moluckerna. Här tillfångatogs fartyget av portugiserna stationerade på Ternate och Trinidad sjönk här senare under en storm.

## Eftermäle
I augusti 1527 lyckades 4 av Trinidads besättningsmän återvända till Spanien.